# New Braunfels
New Braunfels – miasto w Stanach Zjednoczonych, w stanie Teksas, w hrabstwach Comal i Guadalupe. Należy do obszaru metropolitalnego San Antonio i w latach 2010–2020 było trzecim najszybciej rozwijającym się miastem Stanów Zjednoczonych. Według spisu w 2020 roku liczy 90,4 tys. mieszkańców i jest 42. co do wielkości miastem Teksasu.
W mieście co roku w listopadzie odbywa się festiwal w stylu niemieckim Wurstfest („święto kiełbasy”), aby uczcić niemieckie dziedzictwo miasta. New Braunfels zostało założone w 1845 roku przez niemieckiego księcia Karola, który nazwał miasto na cześć Braunfels, swojego rodzinnego miasta w Niemczech. W 2020 roku wciąż co piąty mieszkaniec deklaruje pochodzenie niemieckie. 